# Oskar Backlund
Pour les articles homonymes, voir Backlund.
Johan Oskar Backlund (28 avril 1846 - 29 août 1916) est un astronome russo-suédois.

## Biographie
Son premier prénom est parfois donné comme Jöns toutefois les sources modernes, y compris les suédoises, utilisent Johan. En Russie où il passe toute sa carrière, il est connu comme Oskar Andreevitch Baklund (Оскар Андреевич Баклунд). Le jour de sa naissance et de son décès sont parfois donnés comme étant le 16 avril et 18 août, ce qui correspond aux dates dans le calendrier julien en usage à l'époque en Russie.
Backlund naît à Länghem dans le Västergötland en Suède et passe ses diplômes à l'université d'Uppsala en 1872. Il se marie avec Ulrika Catharina Widebeck, leur fille Elsa Carolina Backlund (25 février 1880-19 avril 1974) est une artiste, elle se marie avec Ulrik Fredrik Adolf Hugo Celsing et est connue sous le nom d'Elsa Backlund-Celsing.  Leur fils Helge Gotrik Backlund (3 septembre 1878-1958) est géologue.

## Carrière
En 1876, il émigre en Russie, il travaille d'abord à l'observatoire de Dorpat puis en 1879 à celui de Poulkovo où il est invité par Otto Wilhelm von Struve. Il devient le directeur de cet observatoire en 1895 et détient ce poste jusqu'à sa mort. À Poulkovo, il lance la création de deux stations satellites, une à Mykolaïv en Russie (aujourd'hui en Ukraine) et l'autre en Crimée à Simeïz (Observatoire de Simeïz). Ces deux stations ne verront pas le jour de son vivant dû aux difficultés entraînées par la guerre. Il entre à l'Académie des Sciences de Saint-Pétersbourg en 1883.
Backlund se spécialise en mécanique céleste, principalement dans le calcul de l'orbite de la comète de Encke, prenant en compte les perturbations de plusieurs planètes. Il utilise ses observations pour estimer la masse de Mercure et de Vénus. Les Russes nomment fréquemment Encke, comète de Encke-Backlund. Il effectue aussi des recherches en géodésie de 1898 à 1900 dans l'île de Spitzberg.

## Distinctions et récompenses
- Médaille d'or de la Royal Astronomical Society (1909)
- Médaille Bruce (1914)
- Le cratère lunaire Backlund et l'astéroïde (856) Backlunda portent son nom.

### Notices nécrologiques
- (de) AN 203 (1916) 235/236
- (en) MNRAS 77 (1916) 310
- (en) Obs 40 (1917) 128-131